# 科尔托拉

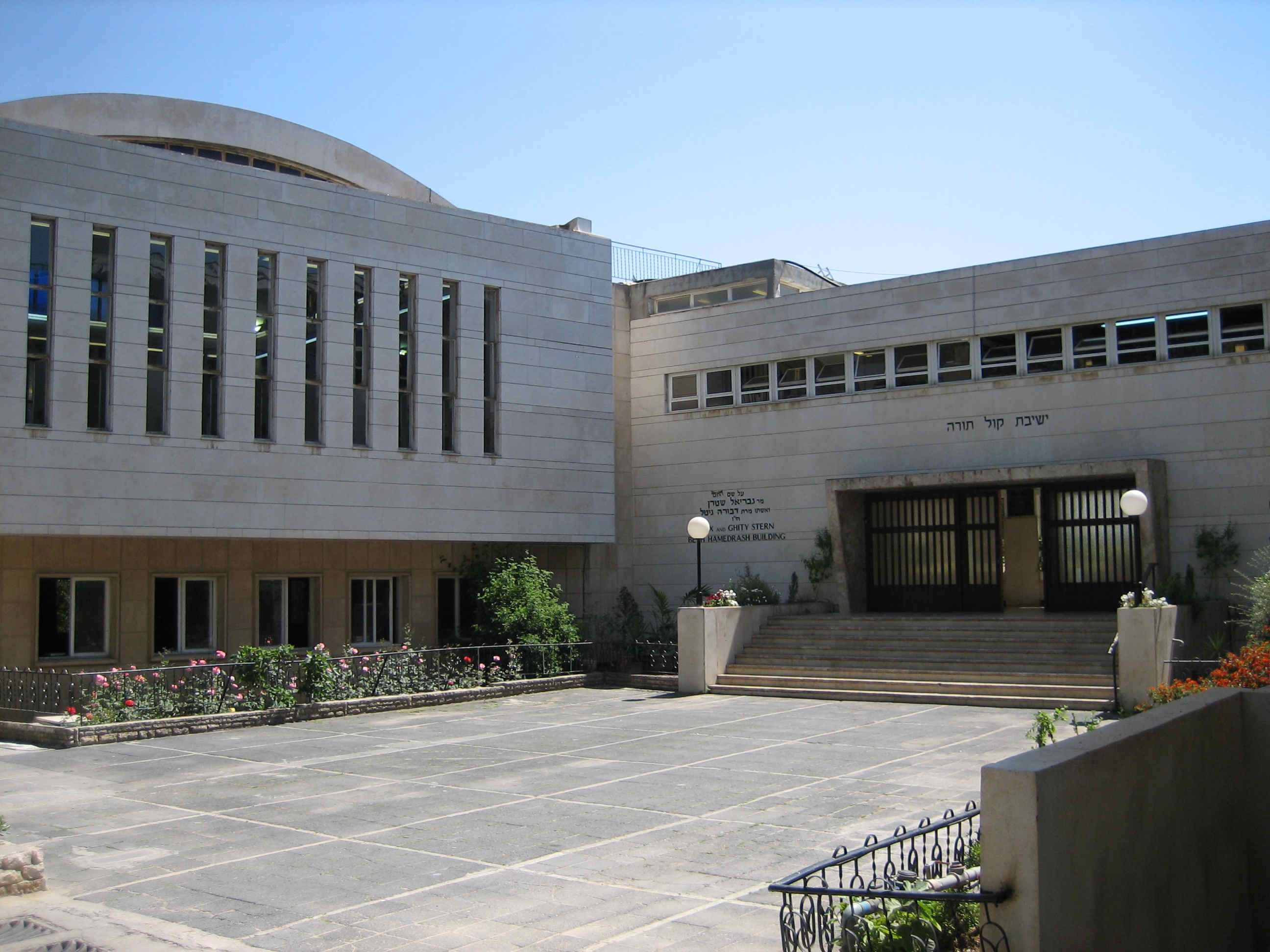
主入口科尔托拉

科尔托拉是一座猶太經學院，位於以色列耶路撒冷的Bayit Vegan，成立于1939年。其著名的是高標準的塔木德教學。 

## 早年
科尔托拉于1939年由拉比Yechiel Michel 施莱辛格博士（1898年至1948年）成立。
它是第一个主流Haredi神学院任教的希伯来语，而不是意第绪语，为当时所接受。这一创新是得到查松伊什关键的支持。
拉比施莱辛格在1949年去世後，科尔托拉由拉比什洛莫沙曼奥尔巴赫（Shlomo Zalman Auerbach） 领導直到1995年去世。 

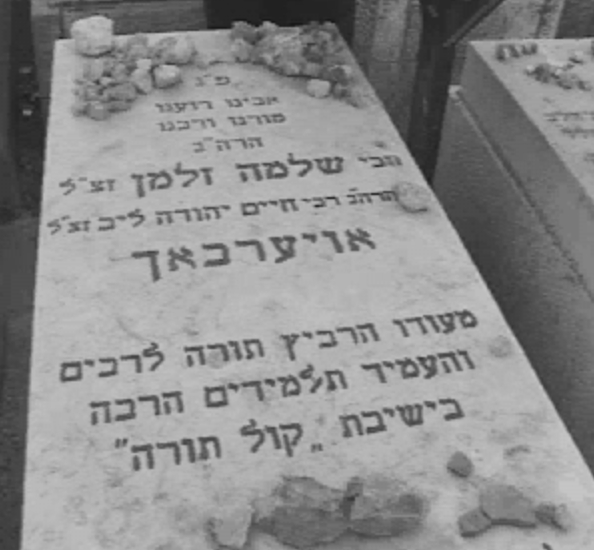
墓碑的拉比奥尔巴赫它说，只有"在科尔托拉神学院教师"

## 名师
员工间的著名人物包括： 
- 拉比的Yonah默茨巴赫博士多年来（主要是塔木德百科全书和达姆施塔特，德国，一九〇〇年至1980年的前拉比编辑）
- 拉比西蒙摩西迪斯金（1932年至1999年）
- 拉比Dovid赫克斯赫（43年至97年）
- 拉比耶霍夏纽沃思
- 拉比优素福耶胡达赖纳
- 拉比肖洛姆Povarsky，对拉比别列利Povarsky的Ponevezh神学院兄弟
- 拉比Boruch什穆埃尔德语（首席拉比埃拉扎尔Shach弟子）
- 拉比Avrohom厄兰格（著名的“比尔卡什Avrohom”书籍的作者）
- 拉比Gavriel Bollag，生平1911年至2007年（Mir Shanghai Yeshiva神学院的成员）
- Yitzchok耶鲁哈姆Bordiansky拉比（犹太教教士的儿子在法律上的什洛莫沙曼奥尔巴赫）。
- 拉比Yitzchok Lorencz（对议会会员拉比什洛莫洛林茨的儿子，和拉比什洛莫沙曼奥尔巴孙子）。
- 拉比雅各布Steinhouse（在“德沃尔雅各布”书籍的作者）

## 著名校友
著名校友包括： 
- 拉比Pinchas Biberfeld（英语：Pinchas Biberfeld）博士（1915年至1999年），慕尼黑首席拉比
- 拉比耶霍夏埃恩贝格，“Kneses Yitzchok犹太Yeshivot”- Chadera和谢莫纳之书。
- 拉比Nissan Kaplin，耶路撒冷米尔神学院首席讲师之一。
- 拉比以法莲Klyne，学校的托拉Temimah，伦敦院长。
- 拉比以色列梅厄刘（生于1937年），德系以色列首席拉比（1993-2003年）
- 拉比耶霍夏纽沃思（生于1927年），对Shemirat安息日Kehilchatah作者
- 拉比什穆埃尔拉比诺维茨，西墙和以色列圣地的拉比
- 拉比什穆埃尔赖纳（生于1954年），建立Yeshivat阿杜敏吉尔博阿（拉比梅厄施莱辛格在Yeshivat Shaalvim的学生）
- 拉比梅厄施莱辛格（生于1935年），拉比Yechiel Michel 施萊辛格博士的侄子 ，Yeshivat Shaalvim创始人
- 拉比博士丹尼尔斯珀伯（生于1940年），对塔木德教授在Bar - Ilan大学
- 拉比摩西Stav
- 拉比耶海兹克尔雅各布森（生于1954年），犹太神学院的Yeshivat Shaalvim